# Meridional
Meridional beskriver en riktning på jordytan som följer en meridian och alltså är nord-sydlig.